# Championnat d'Europe féminin de rink hockey 2007
Navigation
Championnat d'Europe féminin 2005 Championnat d'Europe féminin 2009
Le championnat d'Europe de rink hockey féminin 2007 se déroule du 18 au 22 septembre 2007 à Alcorcón en Espagne. La compétition est remportée par l'équipe d'Allemagne féminine, qui devient ainsi championne d'Europe 2007.

## Participants
Six équipes prennent part à la compétition :
- Allemagne
- Angleterre
- Espagne
- France
- Portugal
- Suisse

## Format
La compétition se dispute selon la formule d'un championnat. Chaque équipe rencontre une fois tous ses adversaires. Toutes les rencontres ont lieu au Palais de Sports Santo Domingo dans la ville de Alcorcón.

## Classement et résultats
L'Allemagne termine invaincue à la première place devant l'Espagne, qui ne compte qu'une défaite. La rencontre entre ces deux équipes a lieu dès le premier jour de compétition : l'Allemagne mène 3-0 à la mi-temps et parvient à résister au retour des Espagnoles en deuxième mi-temps en gagnant 3-2.
L'équipe allemande remporte pour la deuxième fois après 2003 le titre de championne d'Europe.
| Rang | Équipe     | Pts | J | G | N | P | Bp | Bc | Diff |  | Résultats  |  |     |     |     |      |      |
| ---- | ---------- | --- | - | - | - | - | -- | -- | ---- |  | ---------- |  | --- | --- | --- | ---- | ---- |
| 1    | Allemagne  | 15  | 5 | 5 | 0 | 0 | 23 | 6  | +17  |  | Allemagne  |  | 3-2 | 2-0 | 5-3 | 7-1  | 6-0  |
| 2    | Espagne    | 12  | 5 | 4 | 0 | 1 | 35 | 7  | +28  |  | Espagne    |  |     | 2-1 | 9-0 | 15-3 | 7-0  |
| 3    | Portugal   | 7   | 5 | 2 | 1 | 2 | 20 | 7  | +13  |  | Portugal   |  |     |     | 2-2 | 5-1  | 12-0 |
| 4    | France     | 7   | 5 | 2 | 1 | 2 | 14 | 17 | -3   |  | France     |  |     |     |     | 2-1  | 7-0  |
| 5    | Suisse     | 3   | 5 | 1 | 0 | 4 | 8  | 30 | -22  |  | Suisse     |  |     |     |     |      | 2-1  |
| 6    | Angleterre | 0   | 5 | 0 | 0 | 5 | 1  | 34 | -33  |  | Angleterre |  |     |     |     |      |      |